# Paula Josemaría
Paula Josemaría Martín, née le 31 octobre 1996 à Moraleja (Espagne) est une joueuse de padel professionnel espagnole.
Elle a terminé la saison 2023 en tête du classement World Padel Tour avec son coéquipière Ariana Sánchez.
Elle occupe fin 2024 la première place au classement FIP et joue aux côtés d'Ariana Sánchez. Elle est gauchère et joue sur le côté droit.

## Biographie
Paula Josemaría débute sur le circuit World Padel Tour à 18 ans, en 2014. Ce n’est qu’en 2016 qu’elle a commencé à se faire remarquer. Cette année-là, elle atteint pour la première fois les huitièmes de finale une fois, en jouant aux côtés d'Esther Lasheras.
En 2018, elle fait équipe avec l’expérimentée joueuse argentine Valeria Pavón, avec qui elle atteint à quatre reprises les huitièmes de finale. En 2019, la Portugaise Ana Catarina Nogueira devient sa nouvelle partenaire sportive. Avec elle, Paula fait un bond décisif vers les premières places du classement du World Padel Tour, en atteignant les finales du Bastad Open et du Mijas Open en 2019, et en remportant le Madrid Master 2019, son premier tournoi en tant que joueuse professionnelle.
Pour la saison 2020, Marta Marrero devient sa nouvelle partenaire. Avec elle, elle remporte le Marbella Master, le premier tournoi de la saison. Cependant, une saison irrégulière, marquée par la pandémie de COVID-19, les amène à se séparer. Beatriz González devient alors sa nouvelle partenaire jusqu’à la fin de la saison.
Depuis 2021, elle évolue aux côtés d'Ariana Sánchez. Avec elle, elle forme alors la meilleure paire au monde sur les saisons 2023 et 2024, dominant les circuits World Padel Tour et Premier Padel.
En novembre 2021, elle est convoquée pour la première fois avec l’équipe d’Espagne pour un championnat du monde de padel. L’équipe espagnole remporte le titre mondial, avec Paula et Ariana s’imposant en finale.

## Titres

### Championnat du monde de padel
| N.º | Année | Ville hôte | Adversaires en finale | Résultat |
| --- | ----- | ---------- | --------------------- | -------- |
| 1.  | 2021  | Doha       | Argentine             | 3-0      |
| 2.  | 2022  | Dubaï      | Argentine             | 2-0      |
| 3.  | 2024  | Doha       | Argentine             | 2-0      |

### Premier Padel
| N.º | Année | Tournoi       | Catégorie   | Partenaire     | Adversaires en finale              | Résultat                |
| --- | ----- | ------------- | ----------- | -------------- | ---------------------------------- | ----------------------- |
| 1.  | 2023  | Paris         | Major       | Ariana Sánchez | Marta Ortega Gemma Triay           | 6-2 / 6-4               |
| 2.  | 2024  | Riyad         | P1          | Ariana Sánchez | Delfina Brea Beatriz González      | 6-3 / 6-2               |
| 3.  | 2024  | Doha          | Major       | Ariana Sánchez | Gemma Triay Claudia Fernández      | 6-3 / 6-1               |
| 4.  | 2024  | Mar del Plata | P1          | Ariana Sánchez | Delfina Brea Beatriz González      | 6-1 / 5-7 / 6-4         |
| 5.  | 2024  | Rome          | Major       | Ariana Sánchez | Lucía Sainz Patricia Llaguno       | 6-1 / 6-0               |
| 6.  | 2024  | Malaga        | P1          | Ariana Sánchez | Gemma Triay Claudia Fernández      | 1-6 / 6-4 / 6-2         |
| 7.  | 2024  | Nokia         | P2          | Ariana Sánchez | Sofia Araujo Marta Ortega          | 6-3 / 6-1               |
| 8.  | 2024  | Rotterdam     | P1          | Ariana Sánchez | Gemma Triay Claudia Fernández      | 6-4 / 6-4               |
| 9.  | 2024  | Paris         | Major       | Ariana Sánchez | Delfina Brea Andrea Ustero         | 6-4 / 6-0               |
| 10. | 2024  | Koweït        | P1          | Ariana Sánchez | Gemma Triay Claudia Fernández      | 7-5 / 7-6               |
| 11. | 2024  | Barcelone     | Tour Finals | Ariana Sánchez | Gemma Triay Claudia Fernández      | 6-3 / 6-3               |
| 12. | 2025  | Riyad         | P1          | Ariana Sánchez | Beatriz González Claudia Fernández | 0-0 (*forfait González) |
| 13. | 2025  | Bruxelles     | P2          | Ariana Sánchez | Gemma Triay Delfina Brea           | 6-2 / 6-4               |
| 14. | 2025  | Buenos Aires  | P1          | Ariana Sánchez | Beatriz González Claudia Fernández | 6-2 / 6-2               |
| 15. | 2025  | Valladolid    | P2          | Ariana Sánchez | Beatriz González Claudia Fernández | 6-4 / 7-5               |

### World Padel Tour
| N.º | Année | Tournoi             | Catégorie    | Partenaire            | Adversaires en finale                | Résultat               |
| --- | ----- | ------------------- | ------------ | --------------------- | ------------------------------------ | ---------------------- |
| 1.  | 2019  | Madrid              | Master       | Ana Catarina Nogueira | Patricia Llaguno Elisabeth Amatriaín | 6-4 / 6-3              |
| 2.  | 2020  | Marbella            | Master       | Marta Marrero         | Alejandra Salazar Ariana Sánchez     | 7-6 / 3-6 / 6-2        |
| 3.  | 2021  | Madrid              | Open         | Ariana Sánchez        | Lucía Sainz Beatriz González         | 6-3 / 6-4              |
| 4.  | 2021  | Marbella            | Master       | Ariana Sánchez        | Virginia Riera Patricia Llaguno      | 6-2 / 6-3              |
| 5.  | 2021  | Las Rozas de Madrid | Open         | Ariana Sánchez        | Marta Marrero Marta Ortega           | 6-2 / 6-1              |
| 7.  | 2021  | Cascais             | Master       | Ariana Sánchez        | Marta Marrero Marta Ortega           | 6-3 / 6-4              |
| 8.  | 2021  | Malmö               | Open         | Ariana Sánchez        | Delfina Brea Tamara Icardo           | 6-2 / 6-3              |
| 9.  | 2021  | Madrid              | Master Final | Ariana Sánchez        | Marta Marrero Lucía Sainz            | 6-4 / 6-2              |
| 10. | 2022  | Vigo                | Open         | Ariana Sánchez        | Gemma Triay Alejandra Salazar        | 7-5 / 6-3              |
| 11. | 2022  | Marbella            | Master       | Ariana Sánchez        | Verónica Virseda Bárbara Las Heras   | 4-6 / 6-3 / 6-3        |
| 12. | 2022  | Vienne              | Open         | Ariana Sánchez        | Gemma Triay Alejandra Salazar        | 4-6 / 6-4 / 6-3        |
| 13. | 2022  | Malaga              | Open         | Ariana Sánchez        | Gemma Triay Alejandra Salazar        | 6-3 / 6-3              |
| 14. | 2022  | Cascais             | Open         | Ariana Sánchez        | Marta Ortega Beatriz González        | 7-5 / 1-0, (*blessure) |
| 15. | 2022  | Stockholm           | Open         | Ariana Sánchez        | Gemma Triay Alejandra Salazar        | 6-1 / 6-1              |
| 16. | 2022  | Madrid              | Master       | Ariana Sánchez        | Aranzazu Osoro Victoria Iglesias     | 4-6 / 6-2 / 6-1        |
| 17. | 2023  | Abou Dabi           | Major        | Ariana Sánchez        | Gemma Triay Alejandra Salazar        | 6-3 / 6-3              |
| 18. | 2023  | Reus                | Open 500     | Ariana Sánchez        | Gemma Triay Alejandra Salazar        | 6-3 / 6-2              |
| 19. | 2023  | Grenade             | Open 1000    | Ariana Sánchez        | Gemma Triay Alejandra Salazar        | 6-2 / 7-6              |
| 20. | 2023  | Bruxelles           | Open 1000    | Ariana Sánchez        | Gemma Triay Alejandra Salazar        | 6-7 / 6-3 / 7-5        |
| 21. | 2023  | Vigo                | Open 1000    | Ariana Sánchez        | Gemma Triay Alejandra Salazar        | 6-2 / 6-3              |
| 22. | 2023  | Vienne              | Open 1000    | Ariana Sánchez        | Beatriz González Delfina Brea        | 6-3 / 6-1              |
| 23. | 2023  | Marbella            | Major        | Ariana Sánchez        | Tamara Icardo Virginia Riera         | 6-1 / 6-4              |
| 24. | 2023  | Toulouse            | Open 1000    | Ariana Sánchez        | Beatriz González Delfina Brea        | 6-1 / 4-6 / 7-6        |
| 25. | 2023  | Valence             | Open 1000    | Ariana Sánchez        | Marta Ortega Gemma Triay             | 6-3 / 6-1              |
| 26. | 2023  | Malaga              | Open 1000    | Ariana Sánchez        | Marta Ortega Gemma Triay             | 6-4 / 6-3              |
| 27. | 2023  | Madrid              | Master       | Ariana Sánchez        | Marta Ortega Gemma Triay             | 6-3 / 7-6              |
| 28. | 2023  | Düsseldorf          | Open 1000    | Ariana Sánchez        | Marta Ortega Gemma Triay             | 6-3 / 7-6              |
| 29. | 2023  | Amsterdam           | Open 1000    | Ariana Sánchez        | Beatriz González Delfina Brea        | 7-6 / 6-0              |